# Park Narodowy Norra Kvill
Park Narodowy Norra Kvill – mały park narodowy położony niedaleko Vimmerby w południowo-wschodniej Szwecji.  
Park został założony w 1927 roku na powierzchni 27 hektarów. W 1994 roku powiększony do obecnych rozmiarów.